# 스콧 코크
스콧 코크(Scott Kolk, 1905년 5월 16일 ~ 1993년 12월 1일)는 미국의 배우이다.
볼티모어에서 태어났다.

## 영화
- 마리앤 (1929년)
- 서부 전선 이상 없다 (1930년)
- 이혼 소동 (1937년)
- 내가 법이다 (1938년)